# Paragus binominalis
Paragus binominalis är en tvåvingeart som beskrevs av Smit och Gutierrez-chacon 2008. Paragus binominalis ingår i släktet stäppblomflugor, och familjen blomflugor. Inga underarter finns listade i Catalogue of Life.